# Ellipteroides adelus
Ellipteroides adelus är en tvåvingeart som först beskrevs av Alexander 1949.  Ellipteroides adelus ingår i släktet Ellipteroides och familjen småharkrankar.
Artens utbredningsområde är Peru. Inga underarter finns listade i Catalogue of Life.